# Holmetorp
Holmetorp är en bebyggelse i Algutsrums socken i Mörbylånga kommun i Kalmar län, belägen på västra Öland. SCB avgränsar här från 2023 en småort.
Holmetorps naturreservat ligger strax väster om Holmetorp.